# سوانتوادی
سوانتوادی (به انگلیسی: Sawantwadi) یک منطقهٔ مسکونی در هند است که در بخش سیندودورگ واقع شده‌است. سوانتوادی ۴۷٬۹۲۱ نفر جمعیت دارد و ۱۱۱٫۸۶ متر بالاتر از سطح دریا واقع شده‌است.